# Lakefield
Lakefield és una població dels Estats Units a l'estat de Minnesota. Segons el cens del 2000 tenia 1.721 habitants.

## Demografia
Segons el cens del 2000, Lakefield tenia 1.721 habitants, 731 habitatges, i 453 famílies. La densitat de població era de 621 habitants per km².
Dels 731 habitatges en un 28% hi vivien nens de menys de 18 anys, en un 53,4% hi vivien parelles casades, en un 6,4% dones solteres, i en un 37,9% no eren unitats familiars. En el 34,1% dels habitatges hi vivien persones soles el 20,8% de les quals corresponia a persones de 65 anys o més que vivien soles. El nombre mitjà de persones vivint en cada habitatge era de 2,24 i el nombre mitjà de persones que vivien en cada família era de 2,88.
Per edats la població es repartia de la següent manera: un 23% tenia menys de 18 anys, un 6% entre 18 i 24, un 23,8% entre 25 i 44, un 21,4% de 45 a 60 i un 25,8% 65 anys o més.
L'edat mediana era de 43 anys. Per cada 100 dones de 18 o més anys hi havia 81,5 homes.
La renda mediana per habitatge era de 31.250 $ i la renda mediana per família de 37.898 $. Els homes tenien una renda mediana de 26.875 $ mentre que les dones 19.932 $. La renda per capita de la població era de 16.003 $. Entorn del 5,5% de les famílies i el 9% de la població estaven per davall del llindar de pobresa.

## Poblacions més properes
El següent diagrama mostra les poblacions més properes.